# Dirección General de Aeronáutica Civil (Bolivia)
La Dirección General de Aeronáutica Civil (DGAC) es la agencia de aviación civil del gobierno de Bolivia. Tiene su sede en el noveno piso del Edificio Multicine en La Paz. La agencia investiga accidentes e incidentes de aviación civil.

## Historia
La Dirección General de Aeronáutica Civil fue creada por Decreto Ley el 25 de octubre de 1947, durante el gobierno de Mamerto Urriolagoitia, bajo el Ministerio de Obras Públicas y Comunicaciones, con la misión de fomentar y regular la actividad aeronáutica civil en Bolivia.
En 1967 se fundó la AASANA (Administración de Aeropuertos y Servicios Auxiliares a la Navegación Aérea) para gestionar aeropuertos y servicios de control. Mediante la Ley Nº 2902 del 29 de octubre de 2004, se estableció el marco legal actualizado para la DGAC, reconociéndola como máxima autoridad aeronáutica.
Con el Decreto Supremo Nº 28478 del 2 de diciembre de 2005, la DGAC adquirió estatus de entidad autárquica con personalidad jurídica y autonomía administrativa, económica y legal. Posteriormente, el Decreto Supremo Nº 235 del 5 de agosto de 2009 reafirmó sus funciones: regulación, fiscalización, control y seguridad, en concordancia con la Constitución y la Ley de Aeronáutica Civil.